# NGC 7418
NGC 7418 is een balkspiraalstelsel in het sterrenbeeld Kraanvogel. Het hemelobject werd op 30 augustus 1834 ontdekt door de Britse astronoom John Herschel.

## Synoniemen
- ESO 406-25
- MCG -6-50-13
- IRAS 22538-3717
- PGC 70069